# Renzo Badolisani
Renzo Badolisani, pseudònim de Vincenzo Badolisani (Gioiosa Ionica, 1958), és un guionista i director de cinema italià.

## Biografia
Nascut a Gioiosa Ionica, a Calàbria, però format artísticament a Torí, es va graduar a l'Acadèmia de Belles Arts i va començar a interessar-se pel cinema. El 1978 va dirigir el seu primer curtmetratge Super8, La danza del quotidiano, que va guanyar el primer premi "Città di Milano", seguit de Barboni a vent'anni el 1981. Va començar a treballar per a televisió, dirigint diversos documentals per la Rai (Oblò, La-rai-che-vedrai, Voglio il coniglio, Mercati rionali, Fata Morgana) e la miniserie Albergo Verdi di Rai 3.
El 1985 va ser al cinema amb el seu primer llargmetratge, I ragazzi di Torino sognano Tokyo e vanno a Berlino, on també va ser l'actor protagonista. La van seguir Cinecittà... Cinecittà (1992), amb Amanda Sandrelli, premiat al Festival de Cinema Italià d'Annecy, i Tornare indietro (2002), guanyador d’un Globo d'oro al millor actor novell per Lele Nucera. El 1994 va dirigir la minisèrie Isola Margherita, però la postproducció és problemàtica, el projecte s'ajorna contínuament i després s'abandona definitivament: la ficció serà pescada dels arxius de la Rai només vint anys després, i la sèrie s'emet així a l'estiu de 2015.
Badolisani també és molt actiu en el teatre i té nombrosos guions teatrals al seu crèdit.

## Filmografia

### Director de cinema
- La danza del quotidiano – curtmetratge (1978)
- Barboni a vent'anni (1981)
- Albergo Verdi – minisèrie TV (1983)
- I ragazzi di Torino sognano Tokyo e vanno a Berlino (1985)
- Cinecittà... Cinecittà (1992)
- Tornare indietro (2002)
- Isola Margherita – minisèrie TV (2015)

### Actor
- Venerdì sera, lunedì mattina, dirigida per Alberto Chiantaretto i Daniele Pianciola (1983)
- I ragazzi di Torino sognano Tokyo e vanno a Berlino, dirigida per Vincenzo Badolisani (1985)